# Головин, Александр Павлович
Алекса́ндр Па́влович Голови́н (род. 13 января 1989, Брно, Чехословакия) — российский актёр театра, кино и телевидения. Наиболее известен по роли Кота в фильме «Сволочи» и по роли Максима Макарова в телесериале «Кадетство». Победитель второго сезона шоу «Выживалити. Миссия Альфа» на телеканале «Пятница!».

## Биография
Родился 13 января 1989 года в городе Брно (Чехословакия). Отец — Павел Головин, военный лётчик в отставке. Мать — домохозяйка. У Александра есть старшая сестра Евгения.
Когда Александру было 9 лет, его родители увидели рекламный плакат о наборе детей в модельное агентство Славы Зайцева. Хотя изначально они записали туда на отбор только Евгению, Александр уговорил их записать и его. Они оба прошли отбор и были приняты в агентство, где Головина заметил преподаватель Андрей Александрович Белкин.
С 2001 года снимается в кино.
Первой актёрской работой Головина стали съёмки в клипе Найка Борзова «Три слова», когда юному артисту было десять лет. Через два года Саша получил эпизодическую роль в фильме «Бледнолицый лжец» Виталия Москаленко, где также снимались знаменитые актёры Сергей Безруков, Анна Самохина и Екатерина Гусева.
Следующим этапом стала главная роль в фильме «Повелитель луж», где ребёнок сыграл маленького кадета морского училища Ваню. Светловолосый парнишка небольшого роста покорил зрителей. Эта роль во многом определила будущее амплуа молодого артиста.
После выхода фильма Головин снялся в тринадцати выпусках юмористического киножурнала «Ералаш».
Снимался в рекламе торговых марок «Витрум», «Сейвгард», «Нестле» и «Чупа-Чупс».
Не имеет профессионального актёрского образования.
С 2010 года принимает участие в соревнованиях по шоссейно-кольцевым гонкам (ШКГ) на скутерах с напарником Алексеем Смирновым.
Является болельщиком московского «Спартака».

## Личная жизнь
Дочь Оливия (род. 26 апреля 2018 года) от Светланы Белогуровой, в 2019 году юридически признана дочерью Головина.
В эфире программы «Пусть говорят» от 9 января 2019 года 32-летняя Светлана Белогурова заявила, что родила дочь от Головина. С её слов, они познакомились летом 2017 года в Ялте, где Головин снимался в фильме «Женщины против мужчин: Крымские каникулы», а Белогурова подрабатывала на площадке в качестве гримёра. Вскоре у них завязались отношения. Когда девушка узнала о беременности, то сразу рассказала об этом Головину, который, по её словам, поначалу обещал заботиться и помогать ребёнку, но спустя некоторое время предложил ей прервать беременность. Белогурова решила сохранить ребёнка. 7 июня 2019 года Щёлковский суд Московской области признал Головина отцом ребёнка на основании ДНК-теста и присудил выплачивать алименты.
В июле 2023 года женился на актрисе Александре Поповой, с которой встречался более двух лет.

## Награды
2007 — Кинонаграда «MTV-Россия» в номинации «Прорыв года» за роль Кота в фильме «Сволочи».

## Фильмография

### Роли в кинофильмах
- 2001 — Повелитель луж — Иван
- 2004 — Тайна «Волчьей пасти» — Вася «Беспалый»
- 2005 — Вы не оставите меня — хулиган
- 2006 — Марфа и её щенки — Сева
- 2006 — Невеста — Вовка
- 2006 — Сволочи — «Кот» Чернов
- 2008 — Золушка 4×4. Всё начинается с желаний — Маленький Принц
- 2009 — Крыша — старшеклассник Караваев, «влюбившийся» в Татьяну Петровну
- 2010 — Близкий враг — Сандрик, водитель Олега
- 2010 — На измене — Петя, амбициозный юноша из соседнего номера
- 2010 — Ёлки — Димон Фоменко, сноубордист
- 2011 — Ёлки 2 —  Димон Фоменко, сноубордист
- 2013 — 12 месяцев — Максимилиан Волосатов
- 2013 — Ёлки 3 — Димон Фоменко, сноубордист
- 2014 — В спорте только девушки — Федя (Свифт)
- 2014 — Ёлки 1914 — Митенька
- 2014 — Ч/Б — Вадик, националист
- 2015 — Женщины против мужчин — Костя
- 2015 — SOS, Дед Мороз, или Всё сбудется! — Егор, аниматор в торговом комплексе, друг Насти
- 2016 — Герой — Алексей Репнин
- 2016 — Ёлки 5 — Димон Фоменко, сноубордист
- 2017 — Добро пожаловать в Кыргызстан[6]
- 2017 — Бывает (короткометражка) — незнакомец
- 2018 — Женщины против мужчин: Крымские каникулы — Константин
- 2018 — Ёлки последние — Димон Фоменко, сноубордист
- 2019 — Спайс бойз — «Чистый»
- 2020 — Литра 2.0 — Михаил Лермонтов
- 2020 — Запретная зона — Артур
- 2020 — Папа закодировался — Колесов
- 2021 — Красные пророчества — агент Янг
- 2021 — Чиновник — Семён
- 2021 — Везунчик (короткометражка) — бог веселья
- 2021 — Буран — Максим
- 2022 — Магдалина — корреспондент
- 2023 — Не одна дома — лейтенант
- 2024 — Где наши деньги? — следователь
- 2024 — В потоке трёх стихий — Влад Фокин

### Роли в телесериалах
- 2002 — Шукшинские рассказы (новелла «Самородок») — Валерка, сын Андрея Ерина
- 2003 — Неотложка — Гаврош, беспризорный парень
- 2003 — Приключения мага — Николай, сын Игоря
- 2003 — Ангел на дорогах — Саша
- 2004 — Только ты — Стас
- 2004 — Кадеты — Мишка Оболенский («Шмыга»)
- 2005 — Охота на асфальте — Мирон в детстве
- 2006 — 2007 — Кадетство — Максим Макаров, суворовец / вице-сержант
- 2007 — 2013 — Папины дочки — Павел Сергеевич Клюев, учитель информатики и физики в школе № 69
- 2009 — Такова жизнь — Егор Соколов, сын Александра Соколова
- 2009 — 2010 — Кремлёвские курсанты (с сороковой серии) — Максим Макаров, курсант
- 2010 — Гаражи (серия «Последний угон») — Коля, развозчик пиццы
- 2010 — Однажды в милиции — призывник-уклонист
- 2011 — Восьмидесятые (пилотная серия) — Серёга Яковлев
- 2011 — Голубка (с девятой по двенадцатую серии) — Герман (Герка) Захарченко 17-24, моряк из Мурманска, воспитанник детдома
- 2012 — Спасти босса — камео
- 2016 — Гражданин Никто — Иван Холодков
- 2017 — Светка — Олег
- 2017 — Смертельный номер — гимнаст Митя
- 2017 — Позднее раскаяние — Филипп
- 2018 — Поезд судьбы — Федя, охранник
- 2019 — Трендонутые — Толик
- 2019 — Ростов — Александр Воробьёв («Птаха»), сотрудник уголовного розыска
- 2020 — Разбитое зеркало — Сергей, друг Игоря
- 2020 — Сержант — Пашка, брат сержанта
- 2023 — Смешная история — Есенин
- 2023 — Недетское кино — Даньслав
- 2023 — Гид и большие соблазны — Женя
- 2024 — Фарма — Лимон, бандит
- 2025 — 45 дней до победы — Андрей Левицкий
- 2025 — Папины дочки. Новые — Павел Сергеевич Клюев

### Телеспектакли
- 2001 — Бледнолицый лжец (телеспектакль) — кот

### Роли в киножурнале «Ералаш»
- 2002 — Выпуск № 152 (сюжет «Пуд соли»)[7] — Коля
- 2003 — Выпуск № 156 (сюжет «Ты же меня знаешь!»)[8] — Витя Штукатуркин
- 2003 — Выпуск № 157 (сюжет «Никто, кроме меня»)[9] — Саша
- 2003 — Выпуск № 160 (сюжет «Кто круче?»)[10] — Николай Иванович, сын начальника тюрьмы
- 2003 — Выпуск № 161 (сюжет «Потанцуем?»)[11] — Петя
- 2003 — Выпуск № 164 (сюжет «Классная драма»)[12] — Смирнов
- 2003 — Выпуск № 166 (сюжет «Куча-мала»)[13] — Петя Петров
- 2004 — Выпуск № 169 (сюжет «Боевой дух»)[14] — Сашка Пахутин
- 2004 — Выпуск № 170 (сюжет «Сыщик»)[15] — Константин Кипятков
- 2004 — Выпуск № 176 (сюжет «Верну любимого…»)[16] — Вася Петров
- 2005 — Выпуск № 181 (сюжет «Проверка на прочность»)[17] — Саша
- 2005 — Выпуск № 186 (сюжет «История про Историю»)[18] — Ваня Бойцов, партизан
- 2006 — Выпуск № 197 (сюжет «Рука судьбы»)[19] — Витя Сергеев
- 2010 — Выпуск № 245 (сюжет «Артист»)[20] — камео
- 2014 — Выпуск № 286 (сюжет «Неисправимый»)[21] — Копейкин

### Озвучивание мультфильмов
- 2012 — От винта! — орёл Балобан
- 2013 — Печать царя Соломона — Гекльберри Финн

## Клипы
- 1999 — клип Найка Борзова «Три слова»
- 2006 — клип группы «Корни» «Наперегонки с ветром»
- 2007 — клип Мики Ньютон «Белые лошади»
- 2010 — клип Дмитрия Нестерова «Звёзды»
- 2010 — клип группы NeoNate «В маске»
- 2013 — клип Насти Кудри feat. Александра Головина «Внимание»
- 2013 — клип DJ Smash feat. Натальи Подольской «Новый мир»
- 2014 — клип Южный ft. Гусец — «Дай огня»  Архивная копия от 1 ноября 2014 на Wayback Machine
- 2015 — клип Кравц feat. «Каспийский груз» «Не знать их»
- 2015 — В витринах (Катя Нова)
- 2019 — клип Пошёл налево (Элвин Грей, Эльбрус Джанмирзоев)
- 2023 — клип группы «Винтаж» «Вариации»
- 2023 — клип Марии Зайцевой «Не вернусь»

## Телевидение
- Принимал участие в съёмках передач: «Фабрика звёзд — 2» (был гостем), «Ступеньки», «Большая стирка» (тема «День учителя»), «Утренняя звезда».
- Фестиваль детских фильмов «Кинотаврик», 2004 год, ведущий в паре с Машей Рыбаковой.
- Концерт, посвящённый 30-летнему юбилею «Ералаша», 2005 год, ведущий в паре с Анной Цукановой-Котт.
- Концерт «8 марта в большом городе» (2010, Украина), исполнил песню Мики Ньютон «Белые лошади» вместе с актёром Артёмом Тереховым.
- «Танцы со звёздами. Сезон 2011», танцевал в паре с Ксенией Бородиной.
- В 2025 году — победитель второго сезона шоу «Выживалити. Миссия Альфа» на телеканале «Пятница!».

## Театр
- 2001 — мюзикл «Норд-Ост» по роману Вениамина Каверина «Два капитана» — Саня Григорьев в детстве
- 2005 — спектакль «Мы играем Ералаш» (режиссёр: Алёна Головач, театр «Арт Хаус»)
- 2008 — спектакль «Однажды в Нью-Йорке, или Звезда Бродвея» (режиссёр: Владимир Жарков, Театральное агентство «Актёр») — Билли
- 2008 — спектакль «Старший сын» автор Александр Вампилов (режиссёр: Сергей Надточиев, Театральное агентство «Лекур») — Васенька
- 2009 — спектакль «Курсантский Блюз» / «Билокси Блюз» / «Война – дело молодых» по пьесе Нила Саймона «Biloxy Blues» (режиссёр: Владимир Устюгов, театральный проект канала «СТС» и театрального агентства «Лекур») — рядовой Эпштейн
- 2010 — спектакль «Родня» по пьесе Александра Вампилова «Старший сын» (Современный художественный театр, город Минск) — Васенька
- 2010 — спектакль «Малыш и Карлсон» автор Астрид Линдгрен (режиссёр: Дмитрий Рачковский, Московский независимый театр) — Малыш
- 2010 — спектакль «Декамерон» автор Джованни Боккаччо (режиссёр: Валентин Варецкий, Московский независимый театр) — монах / любовник / сын
- 2010 — спектакль «Любовь по-французски» / «Однажды в Париже» по мотивам пьесы А.Кузьмина «Путаны» (режиссёр: Наталья Леонова, Московский Независимый Театр) — Деде
- 2010 — спектакль «Седина в бороду» (режиссёр: И. Михеичева, Н. Литвинова, Театральное агентство «Актёр») — Серёга
- 2011 — спектакль «Вий» по повести Николая Гоголя (режиссёр: Дмитрий Рачковский, Московский независимый театр) — Хома Брут

## Компьютерные игры
В 2009 году озвучил Максима Макарова в компьютерной игре «Кадетство. Новая история».